# Don Juan (Strauss)
Don Juan, op. 20 es un poema sinfónico para gran orquesta escrito por Richard Strauss en 1888. La obra se basa en el poema Don Juan de Nikolaus Lenau. Fue estrenado el 11 de noviembre de 1889 en Weimar por la orquesta de la ópera de esa ciudad bajo la dirección del propio Strauss, quien servía como Kapellmeister de la corte.

## Historia
Strauss escribió la pieza cuando solo contaba con 24 años, convirtiéndola en un éxito internacional poco después del estreno. Marca el descubrimiento del estilo formal y lenguaje tonal del compositor. El mismo compositor escribió «Bueno, Don Juan fue un gran éxito, sonó maravillosamente y fue muy bien. Desató una tormenta de aplausos poco usual para Weimar». 
La partitura y la reducción para piano a cuatro manos fue publicada por Joseph Aibl (editorial) en Leipzig en 1890.
Una interpretación dura unos dieciocho minutos.  La dificultad y virtuosismo de casi todas las partes ha hecho de esta pieza material frecuente en las listas de audición de muchos instrumentos.

### Instrumentación
Don Juan está compuesta para una orquesta con los siguientes instrumentos:
|  | Instrumento de viento-madera 3 flauta (3.ª doblando a piccolo) 2 Oboe 1 Corno inglés 2 Clarinete en A 2 Fagot 1 Contrafagot Instrumento de viento metal 4 Trompas en E 3 Trompeta en E 3 Trombones 1 Tuba | Instrumentos de percusión Timbal Triángulo (instrumento musical) Platillos Glockenspiel Instrumento de cuerda Harpa Violines I, II Viola Violonchelo Contrabajo |  |